# 公共政策コンサルタント
公共政策コンサルタント（こうきょうせいさくコンサルタント、類義語：政策プランナー）とは、政策立案や分析を担当し、実施するコンサルタントのことを言う。
近年政策立案は行政や議員といったこれまで政策立案を担っていたアクターだけではなく、民間部門からも積極的な働きかけが行われている。こうした動きの中で、公共政策分析や企画、実行段階全てにおいて公共政策コンサルタントの役割が重要となってきている。日本における今後の政策運営には、国会議員政策担当秘書や行政官だけではなく、政策やビジネスに関連した総合的な知識と能力を兼ね備えた政策コンサルタントを中心とした政策立案が期待されつつある。マニフェストの作成、地域活性化プランニング、地方自治体経営戦略などにおいて、特に政策立案に必要な人材が不足している場所において活躍の場が出てきている。
政策コンサルタントという職業は大学教員、キャリア公務員、弁護士、コンサルタント等の専門職、そしてビジネススクール、公共政策大学院などの専門職大学院を修了した者など、高い専門性を持った人が活動を展開している。